# Associazione Calcio Femminile Milan 1999-2000
Questa voce raccoglie le informazioni riguardanti la Associazione Calcio Femminile Milan nelle competizioni ufficiali della stagione 1999-2000.

## Organigramma societario
Area amministrativa
- Presidente: Francesco Crudo

Area tecnica
- Allenatore: Giancarlo Tabacchi

## Rosa
Rosa aggiornata alla fine della stagione.
| N. |                   | Ruolo | Calciatrice          |
| -- | ----------------- | ----- | -------------------- |
|    | Italia (bandiera) | D     | Elisa Asperi         |
|    | Italia (bandiera) | P     | Giorgia Brenzan      |
|    | Italia (bandiera) | C     | Samantha Ceroni      |
|    | Italia (bandiera) | C     | Marianna Marini      |
|    | Italia (bandiera) | P     | Silvia Colella       |
|    | Italia (bandiera) | D     | Sabrina Cortese      |
|    | Italia (bandiera) | D     | Filomena De Vincenzo |
|    | Italia (bandiera) | C     | Anna Giorgia Duò     |
|    | Italia (bandiera) | A     | Chiara Gazzoli       |

| N. |                      | Ruolo | Calciatrice        |
| -- | -------------------- | ----- | ------------------ |
|    | Italia (bandiera)    | A     | Fortuna Illiano    |
|    | Italia (bandiera)    | C     | Stella La Capra    |
|    | Italia (bandiera)    | C     | Monica Lanzani     |
|    | Danimarca (bandiera) | D     | Bonny Madsen       |
|    | Italia (bandiera)    | D     | Luisa Marchio      |
|    | Italia (bandiera)    | C     | Roberta Miranda    |
|    | Italia (bandiera)    | C     | Cristina Murelli   |
|    | Italia (bandiera)    | C     | Monica Serra       |
|    | Italia (bandiera)    | A     | Silvia Tagliacarne |

## Calciomercato

### Sessione estiva
| Acquisti | Acquisti | Acquisti | Acquisti |
| R.       | Nome     | da       | Modalità |
| -------- | -------- | -------- | -------- |
|          |          |          |          |

| Cessioni | Cessioni | Cessioni | Cessioni |
| R.       | Nome     | a        | Modalità |
| -------- | -------- | -------- | -------- |
|          |          |          |          |

## Risultati

### Serie A

#### Girone di andata
| Arbitro: | Celliento |

|                 |           |  |
| Gazzoli 4’, 37’ | Marcatori |  |

#### Girone di ritorno
| Arbitro: | Ciotti (Ascoli Piceno) |

|                        |           |  |
| Parejo 46’ Guarino 84’ | Marcatori |  |

### Coppa Italia
| 27 aprile 2000, ore 16:00 CEST Semifinale - Andata | ACF Milan | 2 – 1 | Bardolino |  |

| Calmasino, Bardolino ? maggio 2000, ore 16:00 CEST Semifinale - Ritorno | Bardolino | 1 – 1 | ACF Milan | Stadio comunale Belvedere |

| Arbitro: | De Misto (Brindisi) |

|  |           |                 |
|  | Marcatori | 2’, 22’ Guarino |

### Supercoppa italiana
| Arbitro: | Cristina Gozzi (Terni) |

|                        |           |            |
| Ceroni 76’ Illiano 87’ | Marcatori | 65’ Panico |

## Statistiche

### Statistiche di squadra
| Competizione        | Punti | In casa | In casa | In casa | In casa | In casa | In casa | In trasferta | In trasferta | In trasferta | In trasferta | In trasferta | In trasferta | Totale | Totale | Totale | Totale | Totale | Totale | DR  |
| Competizione        | Punti | G       | V       | N       | P       | Gf      | Gs      | G            | V            | N            | P            | Gf           | Gs           | G      | V      | N      | P      | Gf     | Gs     | DR  |
| ------------------- | ----- | ------- | ------- | ------- | ------- | ------- | ------- | ------------ | ------------ | ------------ | ------------ | ------------ | ------------ | ------ | ------ | ------ | ------ | ------ | ------ | --- |
| Serie A             | 76    | 15      | -       | -       | -       | -       | -       | 15           | -            | -            | -            | -            | -            | 30     | 25     | 1      | 4      | 92     | 22     | +70 |
| Coppa Italia        | -     | -       | -       | -       | -       | -       | -       | -            | -            | -            | -            | -            | -            | -      | -      | -      | -      | -      | -      | -   |
| Supercoppa italiana | -     | -       | -       | -       | -       | -       | -       | -            | -            | -            | -            | -            | -            | 1      | 1      | 0      | 0      | 2      | 1      | +1  |
| Totale              | -     | -       | -       | -       | -       | -       | -       | -            | -            | -            | -            | -            | -            | -      | -      | -      | -      | -      | -      | -   |

### Andamento in campionato
| Giornata  | 1 | 2 | 3 | 4 | 5 | 6 | 7 | 8 | 9 | 10 | 11 | 12 | 13 | 14 | 15 | 16 | 17 | 18 | 19 | 20 | 21 | 22 | 23 | 24 | 25 | 26 | 27 | 28 | 29 | 30 |
| --------- | - | - | - | - | - | - | - | - | - | -- | -- | -- | -- | -- | -- | -- | -- | -- | -- | -- | -- | -- | -- | -- | -- | -- | -- | -- | -- | -- |
| Luogo     | T | C | T | C | T | C | C | T | C | T  | C  | T  | C  | T  | C  | C  | T  | C  | T  | C  | T  | T  | C  | T  | C  | T  | C  | T  | C  | T  |
| Risultato | V | V | P | V | V | V | V | V | V | V  | V  | V  | P  | V  | V  | V  | V  | V  | P  | V  | P  | V  | V  | V  | V  | V  | V  | N  | V  | V  |
| Posizione |   |   |   |   |   |   |   |   |   |    |    |    |    |    |    |    |    |    |    |    |    |    |    |    |    |    |    |    |    | 2  |

Legenda:

Luogo: C = Casa; T = Trasferta. Risultato: V = Vittoria; N = Pareggio; P = Sconfitta.

### Statistiche delle giocatrici
| Giocatore | Serie A  | Serie A | Serie A     | Serie A    | Coppa Italia | Coppa Italia | Coppa Italia | Coppa Italia | Supercoppa italiana | Supercoppa italiana | Supercoppa italiana | Supercoppa italiana | Totale   | Totale | Totale      | Totale     |
| Giocatore | Presenze | Reti    | Ammonizioni | Espulsioni | Presenze     | Reti         | Ammonizioni  | Espulsioni   | Presenze            | Reti                | Ammonizioni         | Espulsioni          | Presenze | Reti   | Ammonizioni | Espulsioni |
| --------- | -------- | ------- | ----------- | ---------- | ------------ | ------------ | ------------ | ------------ | ------------------- | ------------------- | ------------------- | ------------------- | -------- | ------ | ----------- | ---------- |